# 혼다 다다유키 (1858년)

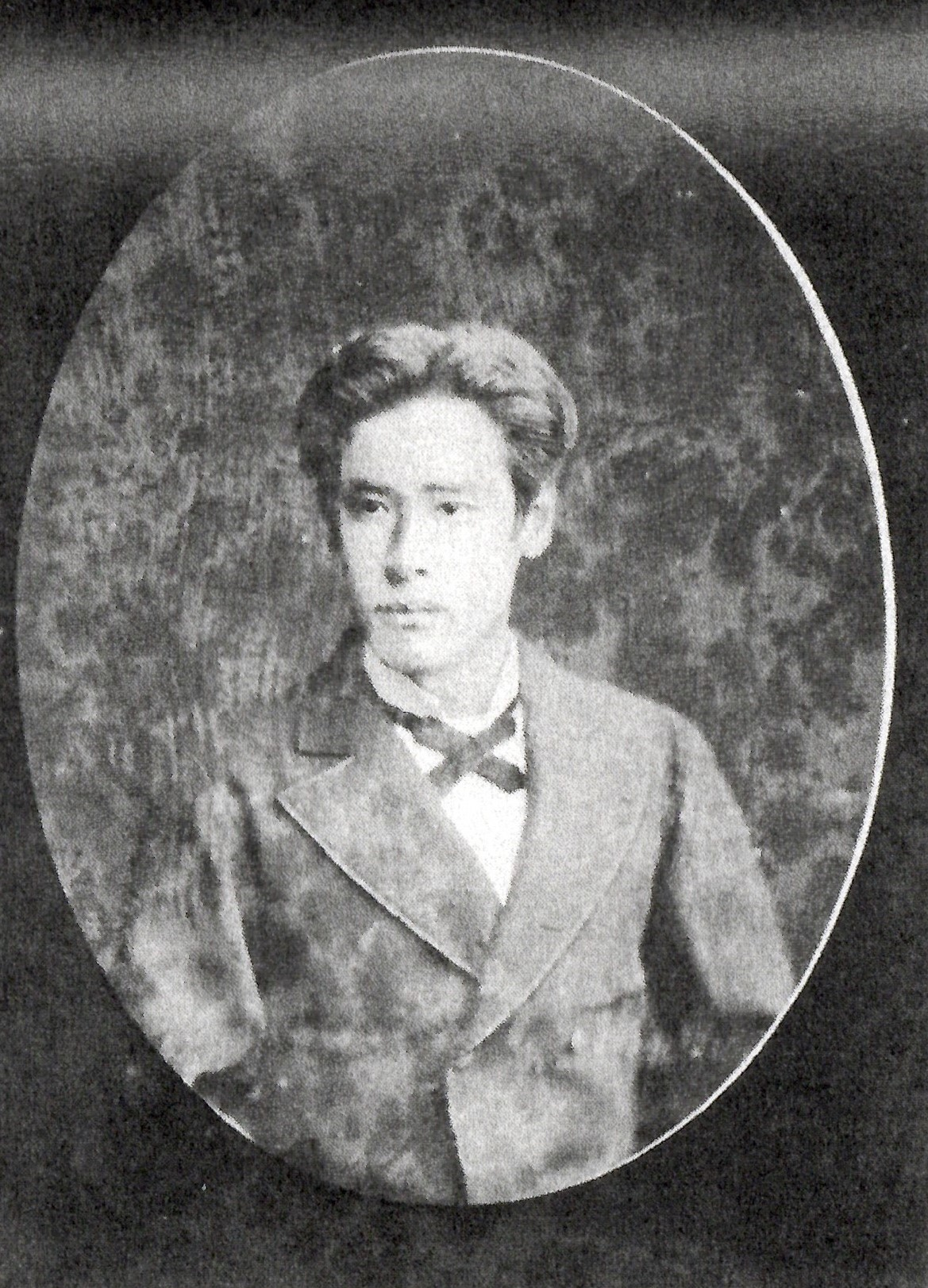
혼다 다다히로

혼다 다다유키(本多忠鵬)는 미카와 니시바타 번 마지막 번주아다. 작위는 자작. 니시바타 번 혼다 히코하치로 가 제11대 당주.
| 전임 혼다 다다히로 | 제2대 니시바타 번 번주 (혼다 히코하치로 가) 1867년 ~ 1871년 | 후임 폐번치현 |